# Båsatjaure
Båsatjaure är en sjö i Sorsele kommun i Lappland och ingår i Umeälvens huvudavrinningsområde. Sjön har en area på 0,354 kvadratkilometer och ligger 999,1 meter över havet. Båsatjaure ligger i Vindelfjällen Natura 2000-område. Sjön avvattnas av vattendraget Guoletsbäcken.

## Delavrinningsområde
Båsatjaure ingår i det delavrinningsområde (733614-152061) som SMHI kallar för Ovan 733478-151926. Medelhöjden är 1 014 meter över havet och ytan är 5,69 kvadratkilometer. Det finns inga avrinningsområden uppströms utan avrinningsområdet är högsta punkten. Guoletsbäcken som avvattnar avrinningsområdet har biflödesordning 3, vilket innebär att vattnet flödar genom totalt 3 vattendrag innan det når havet efter 424 kilometer. Avrinningsområdet består mestadels av kalfjäll (92 procent). Avrinningsområdet har 0,45 kvadratkilometer vattenytor vilket ger det en sjöprocent på 8 procent.